# Montižana
Montižana is een plaats in de gemeente Poreč in de Kroatische provincie Istrië. De plaats telt 55 inwoners (2001).